# Gangwon-do
Gangwon-do ist eine Provinz im Nordosten von Südkorea am Ostmeer. Im Süden grenzt sie an Gyeongsangbuk-do und Chungcheongbuk-do, im Westen an Gyeonggi-do und im Norden an Nordkorea. Die Hauptstadt der Provinz ist Chuncheon.

## Geschichte

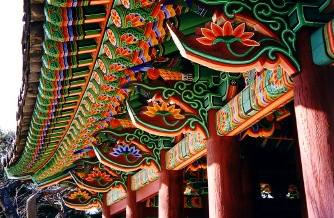
Gyeongpodae nahe Gangneung

Die in der Joseon-Zeit entstandene frühere Provinz Gangwon-do wurde während der amerikanisch-sowjetischen Besatzung 1945 entlang des 38. Breitengrads geteilt und nach dem Koreakrieg 1950–1953 verlief die Demilitarisierte Zone (DMZ) durch das Gebiet. Die heutigen Provinzen Gangwon-do (Südkorea) und Kangwŏn-do (Nordkorea) tragen denselben koreanischen Namen in verschiedener Transkription. Ein Austausch zwischen den beiden Provinzen ist bis heute nur in begrenztem Ausmaß möglich. Kleinere Kooperationsprojekte auf Provinzebene tragen aber schon jetzt zur Verbesserung des innerkoreanischen Dialogs bei.

## Geographie
Die größten Städte in Gangwon-do sind neben der Hauptstadt Chuncheon Gangneung, Sokcho und Wonju.
Die Topographie wird durch die zerklüfteten Mittelgebirge geprägt, die in Nord-Süd-Richtung verlaufen und von denen das Taebaek-Gebirge das bedeutendste ist. Der Gebirgsverlauf erschwert die Verkehrsführung, daher folgen Straßen und Eisenbahnlinien den stark gewundenen, durch Erosion teilweise ausgeweiteten Flusstälern. Die Flussbetten sind breit, die Flüsse selbst fast das ganze Jahr über schmal und flach. In der Regenzeit und nach der Schneeschmelze schwellen sie zu reißenden Strömen an. Die Berge fallen zur Küste oft steil ab, wobei sie kleine Buchten mit malerischen Sandstränden bilden. Einen durchgehenden breiten Sandstrand gibt es nur im Norden bei Samcheok, das im flachen Schwemmland liegt, und bei Gangneung.
Das Klima ist etwas rauer als in den West- und Südprovinzen, während der Regenzeit im Sommer schwülwarm. Die schönste Jahreszeit neben dem Frühling, der meist schon Ende Februar einsetzt, ist der Herbst. Die Vegetation leuchtet in allen denkbaren Farben, sie entspricht dann dem „Indian Summer“ in den Neuengland-Staaten der USA. Die Winter sind kalt, mit extrem trockener Luft, geprägt durch den schneidenden Nord- und Ostwind. Temperaturen von 20 Grad minus sind keine Seltenheit. Oft fallen an einem Tag bis zu 20 cm Schnee. Dabei scheint auch im Winter oft die Sonne.

## Wirtschaft
Von Bedeutung ist der Bergbau, der in zahlreichen, oft kleinen Minen noch im Stollenbau betrieben wird. Daneben gibt es mehrere moderne Zechen mit Schächten bis zu 1000 m Tiefe. In Jangseong befindet sich die größte Steinkohlenzeche Südkoreas. Die Kohle wird zu den traditionellen Rundbriketts (yontan) verarbeitet, die auf dem Land und oft auch noch in den Städten als Brennmaterial Verwendung finden. Daneben werden Wolfram, Kalk und verschiedene Mineralien abgebaut.
Die Berge sind stark bewaldet, wobei ein Großteil nach den Rodungen unter japanischer Herrschaft ab den 60er Jahren mühsam wieder aufgeforstet worden ist. Die Wälder bieten eine Fülle von Pilzen, Kräutern und schmackhaften Früchten. Die Landwirtschaft ist auf die Flusstäler und die Schwemmlandgebiete im Osten und Westen der Provinz beschränkt. Neuerdings nutzen Nahrungsmittelfirmen einige Bergweiden zur Milchviehhaltung. Haupterzeugnisse sind Reis, Gerste, Süßkartoffeln, Kartoffeln und Gemüse. Eine wichtige Rolle spielt die Fischerei, die in dem fischreichen Japanischen Meer alle Arten von Fisch und Meeresfrüchten fängt, vor allem Tintenfisch. Daneben werden in den flachen Küstengebieten Muscheln und Seetang geerntet.

## Tourismus
Das 1700 m hohe Bergmassiv Seoraksan nahe Sokcho ist aufgrund der einzigartigen Topographie und Pflanzenwelt das beliebteste Ausflugsziel der Koreaner und meist von Besuchern überlaufen. Der 1563 m hohe Berg Odae-san mit seinen Skipisten zieht ebenfalls viele Touristen an. Beide Berge befinden sich in Nationalparks. Die Strände von Gangneung sind im Sommer ein beliebtes Badegebiet.

## Verwaltungsgliederung
Gangwon-do ist in 7 Stadt- und 11 Landkreise gegliedert.

### Städte
- Chuncheon-si (춘천시, 春川市) – Provinzhauptstadt
- Donghae-si (동해시, 東海市)
- Gangneung-si (강릉시, 江陵市)
- Samcheok-si (삼척시, 三陟市)
- Sokcho-si (속초시, 束草市)
- Taebaek-si (태백시, 太白市)
- Wonju-si (원주시, 原州市)

### Landkreise
- Cheorwon-gun (철원군, 鐵原郡)
- Goseong-gun (고성군, 高城郡)
- Hoengseong-gun (횡성군, 橫城郡)
- Hongcheon-gun (홍천군, 洪川郡)
- Hwacheon-gun (화천군, 華川郡)
- Inje-gun (인제군, 麟蹄郡)
- Jeongseon-gun (정선군, 旌善郡)
- Pyeongchang-gun (평창군, 平昌郡)
- Yanggu-gun (양구군, 楊口郡)
- Yangyang-gun (양양군, 襄陽郡)
- Yeongwol-gun (영월군, 寧越郡)